# 道の駅阿蘇
道の駅阿蘇（みちのえき あそ）は、熊本県阿蘇市にある国道57号の道の駅である。

## 概要
九州旅客鉄道（JR九州）豊肥本線阿蘇駅に隣接している。すぐそばの交差点からは阿蘇パノラマライン（熊本県道111号阿蘇吉田線）が阿蘇山（阿蘇五岳）へつながる。
阿蘇ジオパークの拠点施設になっており、2014年（平成26年）10月20日に正面に世界ジオパークの看板が設置された。
2015年（平成27年）5月22日には日本政府観光局から「外国人案内所（カテゴリー2）」に認定され、その看板が正式に設置された。
道の駅で「外国人案内所」の認定を受けたのはこの時点では63あったが、英語で対応できる担当者の常駐と広域の案内が必要とされる「カテゴリー2」は当駅のみが指定された。
なお、この認定を受けた時点では当駅には英語以外に中国語とフランス語で対応できる担当者がいるほか、週末はベンガル語での対応可能な担当者がいた。
また、2015年（平成27年）12月には日本自動車連盟九州本部の「イチオシ道の駅グランプリ」で熊本県内で1位、九州・沖縄でも5位となった。
地元の「阿蘇あか牛」を使ったハムやソーセージなどの畜産加工品や、弁当の「特選あか牛重」の販売も行われている。

## 歴史
- 2008年（平成20年）6月 - 開業。
- 2015年（平成27年）1月30日 - 重点道の駅候補に選定される[6]。
- 2016年（平成28年）1月27日 - 国土交通省により平成27年度重点「道の駅」に選定される[7]。
- 2020年（令和2年）8月1日 - 情報提供施設や子育て応援機能、第2駐車場などの新たな機能を備えた施設が完成[8]。

## 施設
- 駐車場
  - 普通車：71台
  - 大型車：9台
  - 身障者用 : 2台
- 第2駐車場[8]
  - 小型車 : 58台
  - 大型車 : 6台
- トイレ
  - 男：大 3器（2器）、小 6器（3器）
  - 女：7器（4器）
  - 身障者用：3器（1器）

※（）内は、24時間利用可能
- 公衆電話
- 物産店
- 情報提供コーナー
- 情報提供施設（情報モニター、FREE- Wifi）[8]
- 防災トイレ[8]
- 多目的トイレ[8]
- 子育て応援機能（授乳室、子供用トイレ、屋根付き駐車スペース）[8]

## 休館日
- 年中無休

## アクセス
- 国道57号 - 登録路線
  - 熊本県道307号阿蘇停車場線

## 周辺
- 豊肥本線 阿蘇駅